# Kundathavaripalli, Srinivaspur
Kundathavaripalli là một làng thuộc tehsil Srinivaspur, huyện Kolar, bang Karnataka, Ấn Độ.